# Elephantomyia (Elephantomyia) setosa
Elephantomyia (Elephantomyia) setosa is een tweevleugelige uit de familie steltmuggen (Limoniidae). De soort komt voor in het Afrotropisch gebied.